# Hibridación de medios
La hibridación de medios es la combinación de dos o más medios de diferente tipo. La creación resultado de esta combinación tiene distintas formas y siempre se pueden identificar los medios que la constituyen. 
La hibridación de medios más común es la que combina cine y videojuegos , ya sea porque un videojuego incluye una narrativa y cinemáticas propias del ámbito cinematográfico o porque una película incluye elementos interactivos que están dirigidos al espectador para que forme parte de una experiencia jugable. Aun así,  también existe la combinación de televisión y redes sociales para conectar los usuarios digitales y televidentes, la combinación del cine a televisión (Netflix y plataformas de streaming), o la combinación entre radio y televisión.
La fusión e hibridación de medios puede ser vista como una cooperación entre los diversos medios de comunicación para que los consumidores de uno se conviertan en usuarios del otro. Un ejemplo puede ser el de la cooperación entre videojuegos y cine para que los consumidores del cine acaben por probar los videojuegos y viceversa. De esta manera cada medio de comunicación aparte de trabajar hacia sus propios objetivos ayuda a formar un entorno global donde se juntan todos los usuarios de los diferentes medios. Esto forma lo que se conoce como "Ecología de medios híbridos".

## Cine y videojuegos

"Muchos consideran el Metal Gear Solid de PSX como uno de los títulos que llegó para definir el concepto de blockbuster de estilo cinematográfico".

La hibridación entre cine y videojuegos se lleva viendo desde 1987 cuando Maniac Mansion incluyó las primeras cinemáticas (las secuencias cinematográficas que, situadas entre niveles de juego, hacen avanzar la acción) donde el jugador pasaba a convertirse en un espectador pasivo delante de secuencias no jugables. El juego revolucionó el mundo de los videojuegos, que hasta el momento contenían aventuras basadas en textos que explicaban la historia, e introdujo una interfaz gráfica que muchos de los juegos incluirían desde ese momento en adelante. Esto ha traído consigo el fenómeno que muchos llaman fusión entre cine y videojuegos y que a significado la salida al mercado de videojuegos memorables que muchos describirían más como películas que como juegos por su guion, narrativa, creación de personajes y cinemáticas gráficas. Ejemplos de ello son Metal Gear Solid (1998), Mass Effect 2 (2010), Skyrim (2011), Deteroit: Become Human (2018), Uncharted 4 (2016), The last of us (2013), God of War (2018) o Death Stranding (2019). Algunos de estos videojuegos han llegado a ser llamados "películas interactivas", como es el caso de Heavy Rain (2010), que fue denominado con ese nombre por el propio coproductor David Cage de Quantic Dream. Estos videojuegos, entre muchos otros, utilizan recursos propios del lenguaje cinematográfico como son los planos secuencia, primeros planos, géneros como ciencia ficción, aventuras o acción; travellings, efectos visuales, actores, actores de voz, etc.  Estos videojuegos han sido tan bien acogidos por la comunidad de jugadores que en la industria actual es difícil encontrar videojuegos donde no encontremos ninguna cinemática o argumento principal en el que se basa la historia, por lo que esta hibridación se ha convertido en un género básico en este sector de la industria. Debido a esto, han surgido nuevos productores, directores y guionistas de videojuegos icónicos con un nivel de calidad y habilidades comparables a los mejores directores de cine. Ejemplos de ellos son Amy Hennig (guionista y creadora de Uncharted y Uncharted 2), Jade Raymond ( guionista de Assassin's Creed), Neil Druckmann (guionista y director de The Last of Us y Uncharted 4), Hideo Kojima (creador de la saga Metal Gear Solid) o Jenova Chen (director de Journey y Flower).
Muchas maneras de hacer estos videojuegos han surgido a lo largo de los años, desde las más simples basadas en crear una historia con un hilo argumental protagonizadas por personajes formados a partir de técnicas como el CGI hasta complicados sistemas de grabación y captura de movimientos que han sido protagonizados por actores reales y trasladados a ordenadores. Todo ello para crear cinemáticas y gráficos dentro del juego que haga que la experiencia de jugar un videojuego no sea únicamente jugable, sino inmersiva, realista a nivel de detalle, e interesante en cuanto a trama y guion.
Muchas veces se da el caso también que un videojuego trata de reproducir una película conocida y convertir al jugador en el protagonista de esta. Algunos casos son Kung Fu Panda: El videojuego (2008), El Señor de los Anillos: La batalla por la Tierra media (2006), Spiderman 3 (2007), El Increíble Hulk (2008), Los 4 Fantásticos (2007) y Piratas del Caribe en el Fin del Mundo (2007). Los años del 2000 al 2010 son un claro ejemplo de una época donde los videojuegos querían ser la versión jugable de las películas favoritas de su público. De esta manera la inmersión era incluso mayor y combinado con la banda sonora de la película en la que se basaba el jugador se sentía el protagonista del film rodeado por sus personajes favoritos.
Otro término del videojuego comparable y heredado del cine es la narración. Este tipo de narración es heredada de la narración cerrada del género cinematográfico donde la historia y su final será siempre la misma para todos. En el videojuego esta narración lineal se rebasa para pasar a la narración abierta que, sin embargo, nunca será plena porque existen unos límites en las posibilidades del jugador dentro del juego ya que el universo jugable es finito. André Gauldreault definiría como meganarrador al proceso mediante el cual a través de la mostración de imágenes el relato es ordenado y regulado en el videojuego. De estos conceptos también surge la quistión de la narrativa interactiva que necesitan de la respuesta directa de un espectador o usuario para ser consumidas, ya sea a través de una acción física, clic, scroll, interfaces de voz, ventanas emergentes o nuevos formatos adaptados. Este tipo de narrativa resulta básica en la creciente industria de los videojuegos, y como hemos visto proviene de la combinación de cine y videojuegos. 
Por otra parte encontramos también una gran influencia de los videojuegos hacia el cine. Como hemos visto anteriormente, los videojuegos y su influencia ha impactado mucho en la sociedad de los últimos años hasta llegar al punto de que algunas generaciones, como la de los millennial, ya pasan más tiempo consumiendo contenidos en plataformas en las que sus integrantes tienen el control que en entornos de consumo lineal como el cine. Es por eso que películas y series como Black Mirror: Bandersnatch (2018), Sobrevivir es el reto (2019), El Gato con Botas: Atrapado en un cuento épico (2017) o The Outbreak (2008) se basan en narrativa interactivas donde el espectador pasa de ser un mero sujeto pasivo a formar parte de la película y sentirse su protagonista, uno de sus personajes o un ser omnisciente con poder de decisión.

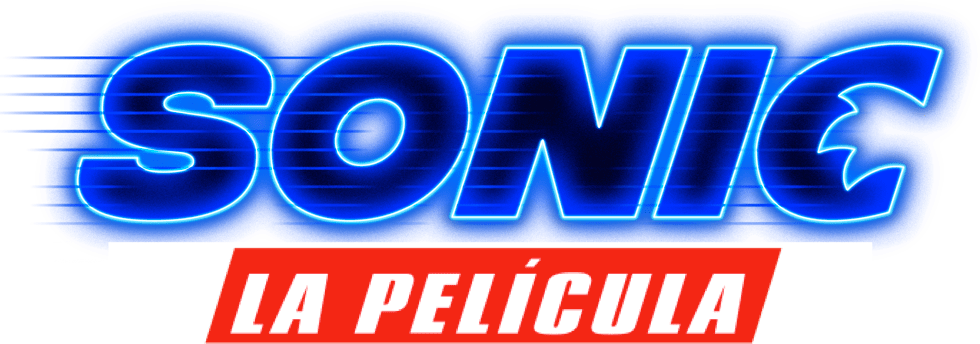
Sonic La Película (en inglés Sonic The Hedgehog) batió el récord en cuanto a recaudación de las películas basadas en videojuegos.

De la misma manera que anteriormente hemos visto cómo muchos videojuegos fueron adaptados a películas para un mayor disfrute de los fans, en el siguiente párrafo veremos películas que se basaron en videojuegos. Este es el caso de Street Fighter (1994), Mortal Kombat (1995), Lara Croft: Tomb Raider (2001), Resident Evil (2002), Silent Hill (2006), Prince of Persia: The Sands of Time (2010), Assassin's Creed (2016) o Warcraft (2016). Algunas de ellas fueron protagonizadas por celebridades como Dwayne Johnson, Mark Wahlberg o Aaron Paul como por ejemplo Doom (2005), Max Payne (2008) o Need for Speed (2014). La película basada en videojuegos que logró el mayor récord de recaudación fue Sonic the Hedgehog (2020), basado en el videojuego japonés lanzado por la empresa Sega en 1991, que logró recaudar una cantidad de 68 millones de USD en los cuatro primeros días de exhibición en Estados Unidos. Aún este éxito, no es el caso más habitual en este tipo de películas que, normalmente, suelen ser un fracaso. Ese es el caso de Super Mario Bros (1993), Double Dragon (1994), Mortal Kombat: Aniquilación (1997), Alone in the Dark (2005), Postal (2007) y Max Payne (2008).

## Metamedios
La idea de metamedio remite a una hibridación de medios existentes y otros nuevos, así como de mezclas y remezclas entre ellos. Los medios como entes autónomos, como formas únicas, puras y separadas entre sí (el cine por un lado, la televisión por otro, etc.), con sus propias leyes y propiedades específicas, son los conocidos medios tradicionales. Los metamedios van más allá y su descripción más básica es la de un medio que contiene otros medios.
Los metamedios han estado presentes desde los inicios de la humanidad, cosa que evidencia que todos los medios son en realidad metamedios. Esta idea está ya presente en Aristóteles, quien anticipó la idea que los medios son siempre “medios mixtos”, metamedios, al entender el drama como una combinación de lexis, melos y opsis, es decir, de palabra, música y espectáculo. Incluso el cine, que puede ser considerado por algunos como un medio puro, es en realidad una combinación de medios previamente existentes que se combinaron para crear un único medio. Desde los orígenes del cine las películas mudas siempre iban acompañadas de música y discurso, y la película llevaba a menudo inscritas palabras escritas o impresas. Autores como Riccioto Canudo, André Bazin, Edgar Morin o Noël Burch también defendieron la idea del cine como medio “impuro”, llegando incluso a sugerir que el cine era la síntesis de todas las artes anteriores, esto es, el séptimo arte.
Los metamedios pueden ser descritos de varias maneras. Desde la aceptación más tradicional del término, es decir, medios formados por medios más pequeños, hasta todo tipo de sinergias periodísticas Los nuevos cibermedios demuestran que las fórmulas de asociación y de producción en el entorno digital son numerosas por lo que se puede hablar de varios casos de metamedios. Aun así, la definición que mejor define este concepto es la siguiente: un metamedio periodístico es un medio (o suma de medios) derivado de una interconexión novedosa de personas y contenidos preexistentes, que les sirven para definir una identidad editorial propia.

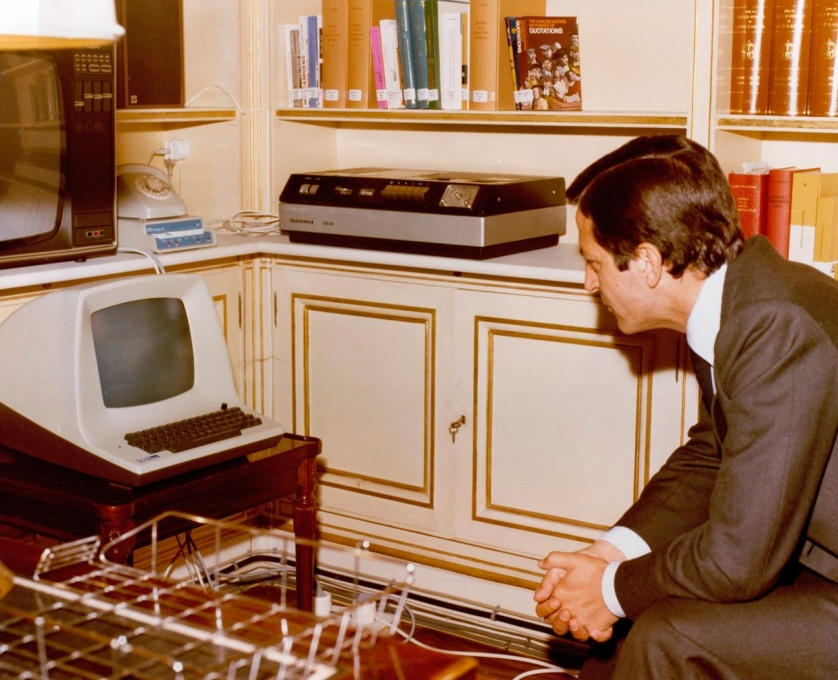
Kay y Goldberg (1977) fueron los primeros que pusieron sobre la mesa que un ordenador pudiera ser un metamedio.

En un principio se puso la vista sobre los ordenadores cuando se quiso empezar a hablar de metamedios. Kay y Goldberg (1977) fueron los primeros en poner su atención en las computadoras: la interfaz del ordenador, con su suma de códigos, lenguajes y formatos, era la representación más literal de lo que podemos entender como un meta-medio, un medio contenedor de muchos más dentro de sí. Siguiendo la misma lógica de ese momento, el propio Internet se puede considerar como un metamedio porque es el destino del resto de medios, es el equipo de consumo de cualquier medio y sirve para ser un medio en sí. La propia teoría de Fidler (1998) conocida como mediamorfosis podría servir para explicar por qué Internet es un metamedio indiscutible. La definición de metamedio, influenciada en este caso por esta teoría, sería: entendemos por metamedio aquel medio que se apoya en estructuras, procesos, lenguajes y contenidos de medios anteriores para crear sus propios rasgos identitarios, lenguajes, productos y hábitos de consumo. Esto definiría Internet como un metamedio general.

### Ordenador como metamedio[15]
El ordenador como metamedio, además de haber sido una idea propuesta por Kay y Goldberg (1977) tal y como se ha visto anteriormente, también fue estudiado por Lev Manovich en su libro El software toma el mando. Manovich (2013) parte de las ideas del informático estadounidense y pionero de la cultura digital Alan Kay, quien en la década de los años 70 propuso la idea de un “medio personal dinámico” (personal dynamic media) que iba más allá del ordenador hasta el punto de hablar de un verdadero “metamedio” capaz de simular, mezclar y remezclar varios medios. En un artículo escrito con una de sus principales colaboradoras, la ingeniera en computación Adele Goldberg, ambos autores hablaban de la posibilidad de concebir el ordenador como una plataforma para todo medio artístico existente (Kay y Goldberg, 1977). Estos autores introdujeron el término metamedio en el discurso computacional para describir el ordenador no como un nuevo tipo de medio sino como algo cualitativamente diferente, un metamedio cuyo contenido es una amplia gama de medios existentes y nuevos. El ordenador como metamedio es para Manovich una categoría omniabarcante que reúne toda la historia y evolución de los medios de comunicación en un espacio común de acción e interacción mediado por una pantalla, en este caso la pantalla del ordenador.
Según Manovich, el metamedio que se crea a partir del lenguaje informático incluye dos tipos de medios: 
1) La simulación de medios físicos preexistentes (como el libro, el periódico, etc.), a los que se añaden nuevas propiedades relacionadas con el lenguaje digital (interactividad, hipertextualidad, multimedialidad, etc.). 
2) Un nuevo tipo de medios computacionales sin precedentes físicos y que constituyen verdaderos “nuevos medios”, como por ejemplo los videojuegos, los mundos virtuales, la realidad virtual o los sitios web. 

### Elsmartphonecomo metamedio
Los móviles o smartphones constituyen verdaderos miniordenadores portátiles construidos a partir de una amalgama de viejos medios y nuevos medios. Se podría decir que su predecesor es el ordenador. Una nueva generación de usuarios jóvenes que han crecido con la pantalla del teléfono móvil como principal modo de consulta, interacción y comunicación, la denominada “generación App”, disponen de todos los medios tradicionales y nuevos medios en su dispositivo móvil.
El teléfono móvil se ha ido convirtiendo progresivamente en un compendio de toda la historia de nuestros principales medios de comunicación, desde la palabra oral y escrita hasta el telégrafo, el teléfono, la radio, la fotografía (cine), la fonografía, el vídeo, la televisión, todos los aparatos de grabación, el ordenador, el correo, el fax, el correo electrónico, las comunicaciones por satélite (GPS/GPRS), Internet y el web. Ya va más allá del web con el podcasting y videocasting. La convergencia también la expresa la implosión del mundo en el cuerpo humano a través del teléfono móvil. En resumen, todos los datos convergen en nosotros, los usuarios.

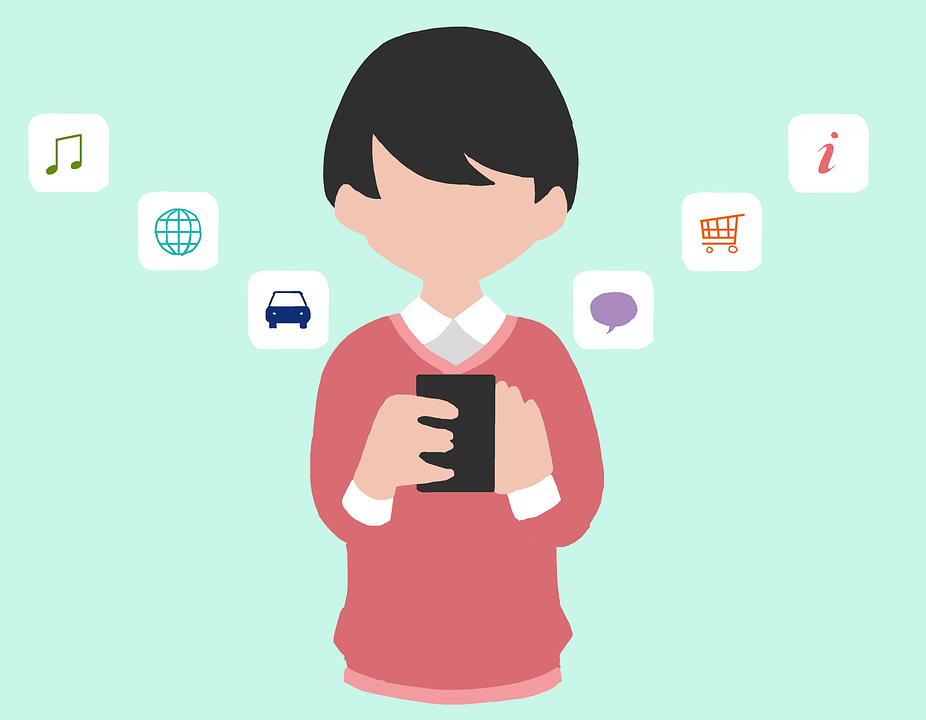
El smartphone o teléfono móvil es el gran metamedio que predomina en la sociedad desde su popularización durante los principios del.

El smartphone nos introduce cotidianamente en una experiencia de inmersión metamediática. Este aparato y su pantalla nos permite estar en todo momento “sumergidos” en medios de todo tipo, ya sea consultando las noticias de un periódico digital, escuchando la radio, tomando o visionando fotografías, disfrutando de videos en plataformas como YouTube, etc. Y podemos realizar todo esto de manera simultánea, como cuando hacemos una fotografía mientras escuchamos la radio, o consultamos un periódico digital mientras escuchamos archivos de MP3 o música en streaming. La experiencia metamediática se convierte entonces en una actividad en gran medida “sinestéstica”, capaz de englobar varios sentidos.
Con el smartphone podemos consultar, crear, compartir y remezclar diversos contenidos mediáticos en cualquier momento y lugar. Se trata de un aura mediática y de mediación siempre en expansión capaz de convertirnos en potenciales lectores/productores de medios en diferentes momentos, en la tranquilidad de nuestro hogar, en nuestro trabajo, o en nuestros desplazamientos cotidianos por el espacio urbano. El smartphone nos ha convertido en seres humanos y medios de comunicación al mismo tiempo, “capaces de generar, reproducir y etiquetar contenido en la palma de nuestra mano y de distribuirlos globalmente con el acceso ubicuo y permanente de la red”.
Con el smartphone el propio hombre se ha convertido en un medio de comunicación capaz de comunicarse con el mundo entero a través de la red. Hemos pasado a una “sociedad red” más interactiva, dialógica y participativa, y que es capaz de otorgar una mayor visibilidad pública a los intereses ciudadanos a partir de herramientas digitales de fácil uso y acceso y al carácter convergente del smartphone, capaz de integrar todas las herramientas de producción, distribución y recepción digital en un mismo aparato. Así, los grandes hitos del periodismo ciudadano, como las elecciones presidenciales de los Estados Unidos de 2020 o el atentado de Viena del mismo año, no hubieran sido posibles sin la capacidad metamediática del teléfono móvil para grabar, difundir y viralizar rápidamente tales acontecimientos de forma textual y/o audiovisual.
Así pues, el smartphone no sólo ha redefinido viejos medios, como el caso del periodismo, sino que también ha ayudado a la creación de nuevos medios, como por ejemplo los denominados geomedios o medios locativos, es decir, aquellos medios que implican localización y que incluyen coordenadas GPS. Son esos medios o aplicaciones capaces de localizar al usuario portador del móvil. El usuario ya no va a la búsqueda de información, sino que la información va en busca del usuario y lo encuentra en un punto concreto de su itinerario, ofreciéndole un menú contextualmente localizado y unas posibilidades de visualización e interacción que serán diferentes dependiendo de su ubicación geográfica. La información que llegue al usuario podrá igualmente ser modificada por este, por lo que cada uno se convierte en comunicador de información.
El smartphoneno es sólo metamedio porque integre diferentes medios de comunicación en un mismo espacio sinestésico, sino porque también ha creado nuevos medios y aplicaciones que ofrecen nuevas posibilidades de acción e interacción mediática y reconfiguran el modo en que concebimos los demás medios, transformando nuestra relación con ellos. Se trata, por tanto, de un metamedio integrador  y creador, que no sustituye a los viejos medios sino que los integra con otros nuevos, cuya mezcla genera nuevos e interesantes híbridos en un mundo globalizado, como el periodismo ciudadano o el periodismo MoJo.

### Metamedios periodísticos
Por otra parte se puede hablar también de metamedios periodísticos: Aquel medio (o suma de medios) derivado de una interconexión novedosa de personas y contenidos preexistentes, los cuales les han servido para definir una identidad editorial propia y alcanzar a comunidades con nuevas necesidades informativas. Tienen un marcado carácter holístico, ya que la gestión profesional de sus redactores y editores hace que estos nuevos medios sean mucho más que la mera suma de sus partes.
| Tipología de metamedios periodísticos | Tipología de metamedios periodísticos | Tipología de metamedios periodísticos                                                                  | Tipología de metamedios periodísticos                             |
| ------------------------------------- | ------------------------------------- | --- | ----------------------------------------------------------------- |
| Criterio                              | Tipo                                  | Característica principal                                                                               | Ejemplos                                                          |
| Contenido                             | Generalista                           | Apoyado en medios verticales anteriores para ampliar oferta de contenidos.                             | Eldiario.es Five Magazine                                         |
| Contenido                             | Especializado                         | Apoyado en medios verticales anteriores para reforzar un contenido específico.                         | Matter + Medium                                                   |
| Contenido                             | De producto                           | Alianzas temporales alrededor de un producto con medios asociados para repartir producción y difusión. | Acuerdo + El confidencial                                         |
| Contenido                             | Social                                | Nuevos medios basados en la curación de contenido ajeno.                                               | Reported.ly Storyful.com                                          |
| Autores                               | Comunitario temporal                  | Red temporal de periodistas y autores con fin específico.                                              | Contributoria.com                                                 |
| Autores                               | Comunitario permanente                | Red permanente de periodistas y autores con fines diversos.                                            | GlobalVoices.org                                                  |
| Relato                                | Periférico                            | Flujo informativo que nace fuera de las redacciones.                                                   | Filtrala.org                                                      |
| Relato                                | Teaser                                | Asociaciones de medios donde los primeros suponen un making of de los segundos (teaser).               | 233grados + lainformacion Pissed off… + Acuerdo Blog + El español |

La idea de metamedio resulta fundamental en una era como la del siglo XX y XXI, dominada por medios de todo tipo que interactúan, dialogan y se retroalimentan unos a otros. Ese ecosistema mediático es de naturaleza híbrida y los medios que lo configuran son esencialmente medios híbridos, mixtos o impuros, inmersos en un proceso de mezcla y remezcla continua. Durante el siglo XX el metamedio paradigmático fue el ordenador, pero durante el siglo XXI el metamedio que predomina, tal y como anticipó Steve Jobs, es el smartphone.